# Nueva Rusia (confederación)
Nueva Rusia (en ruso: Новоро́ссия, Novoróssiya; en ucraniano: Новоросія, Novorosiya), también conocida como la Unión de Repúblicas Populares (en ruso: Сою́з Наро́дных Респу́блик, Soyúz Naródnyj Respúblik; en ucraniano: Союз Народних Республік, Soyuz Naródnyj Respúblik), fue una confederación conformada por las autoproclamadas repúblicas populares de Donetsk (RPD), Lugansk (RPL) en los territorios de los óblasts con mayoría rusoparlante. Su creación fue proclamada el 22 de mayo de 2014, y un mes después los portavoces de ambas repúblicas declararon su fusión en una «Unión de Repúblicas Populares» confederada. Sin embargo, internacionalmente el país no obtuvo reconocimiento alguno como Estado independiente, salvo por Osetia del Sur. En este contexto, el proyecto fue suspendido el 1 de enero de 2015 y, el 20 de mayo siguiente, los miembros constituyentes anunciaron la congelación del proyecto político. Desde entonces prosigue la guerra del Dombás dentro de la cual nació el proyecto.
La confederación estaba ubicada en la zona oriental de Ucrania, limítrofe con Rusia. Su denominación evocaba el nombre de la región histórica de Nueva Rusia (también llamada «Novorrusia» o «Rusia Nueva») que ha sido el nombre histórico de un territorio del Imperio ruso surgido tras la conquista en 1774 del Kanato de Crimea, tras las guerras ruso-turcas. La región fue poblada principalmente por ucranianos y rusos que establecieron grandes ciudades, tales como Odesa. La región novorrusa fue incorporada en 1922 a la República Socialista Soviética de Ucrania. Tras la disolución de la Unión Soviética, el término «Novorrusia» volvió a emplearse en las convocatorias independentistas de las regiones correspondientes a la zona histórica. El término empezó a ser de uso común entre la propaganda promovida por el Kremlin tras el Euromaidán.
Con la incorporación de ambas repúblicas a la Federación de Rusia, tras el referéndum de adhesión del 30 de septiembre de 2022, representantes de estas han sugerido el posible resurgimiento de la confederación, que con la "inevitable" victoria rusa, abarcaría toda la región original, es decir, todo el sur de Ucrania, desde Odesa hasta Járkov.

## Historia

### Guerra del Dombás
La guerra del Dombás, alternativamente, guerra del Donbás fue un conflicto armado que se desarrolló en Ucrania oriental del 6 de abril de 2014 al 24 de febrero de 2022, entre el gobierno de Ucrania y las fuerzas separatistas prorrusas del Dombás. Como parte de la guerra ruso-ucraniana, este conflicto ha pasado por diferentes etapas, la más reciente de las cuales evoluciona en el contexto de la ofensiva de Ucrania oriental dentro de la invasión rusa de Ucrania con la guerra de Dombás subsumida en ella.
El origen directo del conflicto se remonta al inicio de las protestas del Euromaidán en noviembre de 2013, cuando miles de manifestantes salieron a protestar a la plaza de la Independencia de Kiev, debido a la polarización en torno a la negativa del gobierno nacional a firmar el Acuerdo de Asociación entre Ucrania y la Unión Europea. En febrero de 2014, fue destituido el presidente Víktor Yanukóvich, pero en el este del país, región fronteriza con Rusia, numerosos manifestantes tomaron sedes de gobiernos proclamando de facto la independencia de diferentes localidades, lo que causó fuertes enfrentamientos armados entre europeístas, prorrusos y separatistas.
Las protestas prorrusas se intensificaron tras la anexión de Crimea a Rusia a mediados de marzo y el 7 de abril, un grupo de manifestantes proclamó la República Popular de Donetsk (RPD) en un edificio de la administración regional en la ciudad del mismo nombre. El 13 de abril, las autoridades de Kiev pusieron en marcha una operación especial en el este del país con la participación de las Fuerzas Armadas. El 17 del mismo mes, se celebró una reunión en Ginebra, Suiza, entre los jefes de la diplomacia de Ucrania, la Unión Europea, Estados Unidos y Rusia, siendo aprobado un documento con medidas para poner fin al conflicto. También se acordaron revisiones a la Constitución de Ucrania. Sin embargo, esto no fue aceptado por las milicias prorrusas.
La República Popular de Lugansk (RPL) fue proclamada el 28 de abril. Esta república se unió a la RPD en su lucha contra el gobierno de Ucrania. Así, para el 1 de mayo, hasta 16 ciudades y pueblos del este ucraniano se hallaban parcial o totalmente en manos de los grupos armados prorrusos, al día siguiente de que Ucrania reconociera públicamente que la situación en los oblasts de Donetsk y Lugansk escapaba a su control y las autoridades de Kiev pusieron en marcha una nueva operación especial con la participación de las Fuerzas Armadas en Sloviansk. Ello no impidió que dos días después se llevaran a cabo los referéndums sobre el estatus político de Donetsk y Lugansk, en los que el 89 % de los electores del óblast de Donetsk votó a favor de la independencia de la RPD y el 96 % de los votantes del óblast de Lugansk optó por separarse de Ucrania, porcentajes que coinciden con los pactados en una llamada telefónica filtrada entre los líderes separatistas de dichos óblasts. Ante la consolidación de un frente de combate, tras los sucesivos llamados de alto el fuego, los señores de la guerra ocuparon grandes extensiones de terreno en la zona prorrusa.
El Protocolo de Minsk fue un acuerdo para poner fin a la guerra en el este de Ucrania, firmado por representantes de Ucrania, la Federación Rusa, la República Popular de Donetsk y la República Popular de Lugansk el 5 de septiembre de 2014, bajo los auspicios de la Organización para la Seguridad y la Cooperación en Europa (OSCE). Sin embargo, el acuerdo no fue respetado por las distintas partes y no logró su objetivo de cesar todos los combates en el este de Ucrania.
Desde el inicio del conflicto, la Unión Europea y Estados Unidos han apoyado al gobierno de Ucrania alegando que Rusia es el único responsable de las tensiones separatistas. Por su parte, el Gobierno de Rusia ha condenado reiteradas veces las acciones del gobierno ucraniano. Se refiere a sus integrantes como «criminales» y califica falsamente los sucesos en Ucrania de genocidio. Ucrania acusó a Rusia de intervenir en el conflicto ayudando a los separatistas prorrusos, pero Rusia negó dichas acusaciones. Por parte de Rusia, los opositores al gobierno de Kiev y medios de comunicación como Bild denuncian participaciones de la Agencia Central de Inteligencia y de Academi - Greystone Limited apoyando con hombres y material de inteligencia a los militares de Kiev. Por su parte, la OTAN desplegó sus tropas en países cercanos a las fronteras rusas y ucranianas: Polonia, Rumania y los países bálticos.

### Autoproclamación de la independencia de Donetsk, Lugansk y Járkov
El 7 de abril de 2014, fue proclamada la  República Popular de Donetsk en el contexto de las protestas prorrusas en Ucrania derivadas del Euromaidán que generaron también la crisis que llevó a la adhesión de Crimea a Rusia. Ese mismo día un grupo de diputados regionales de Járkov, proclamó la República Popular de Járkov, más tarde recuperada por Ucrania.
El 8 de abril, fue tomado el edificio administrativo regional del Servicio de Seguridad de Ucrania en Lugansk con la colaboración necesaria de agentes rusos, anunciándose la proclamación de la República Popular de Lugansk. Agentes de las fuerzas del orden leales al régimen del destituido Víktor Yanukóvich, junto con turbas de exaltados y agentes de Moscú también tomaron el edificio de la administración del óblast de Lugansk y anunciaron la creación de un «Ejército Popular del Sureste de Ucrania» con otros grupos de mercenarios y agentes del orden de otras ciudades de la región.
Hacia el 14 de abril, miembros de las fuerzas del orden leales al expresidente ucraniano, coordinados por los susodichos Borodái y Bashírov, y el exmiembro de los servicios de inteligencia rusos, Ígor Guirkin, alias Strelkov, tomaron el control de varios edificios gubernamentales de diversas ciudades del óblast de Donetsk como Mariúpol, Hórlivka, Yenákiyeve, Makíyivka, Sloviansk, Druzhkivka, Zhdánivka y Kramatorsk, entre otras. El 29 de abril, cerca de 3.000 personas participaron conjuntamente con los citados agentes y desertores en la ocupación de la sede de la administración del óblast de Lugansk.

### Referéndum sobre el estatus político de Donetsk y Lugansk
Hacia el 10 de mayo, se confirmó la ausencia de observadores internacionales. El referéndum sobre el estatus político de Lugansk, fue anunciado para el 11 de mayo de 2014, en el que los electores decidieron sobre la proclamación de la «independencia estatal» de esta región de Ucrania, en el contexto de las protestas prorrusas en el sudeste del país. Ese mismo día, la autoproclamada República Popular de Donetsk también celebró un referéndum sobre su autonomía.
Encuestas iniciales realizadas por varios medios de comunicación internacionales mostraron una mayoría de votos a favor de la autonomía. En ausencia de observadores internacionales es imposible corroborar el resultado; sin embargo, en la noche del 11 de mayo, la autoproclamada comisión electoral dio a conocer los resultados finales: con una participación del 74,87 %, un 89,07 % votó al «Sí», a favor de la independencia de la República Popular de Donetsk, y un 10,19 % al «No». Un 96,2 % votó al «Sí», a favor de la independencia de la República Popular de Lugansk.
El Servicio de Seguridad de Ucrania (SBU) publicó una grabación de audio el 5 de mayo, la cual era una llamada telefónica entre el líder separatista de Donetsk llamado Dima Boitsov y el líder del grupo paramilitar de extrema derecha Unidad Nacional Rusa, Aleksandr Barkashov. En la grabación, Boitsov dijo que quería posponer el referéndum debido a la incapacidad de la RPD para controlar toda la óblast de Donetsk. Barkashov dijo que había hablado con Putin e insistió en que Boitsov celebrara el referéndum sin importar las preocupaciones del líder separatista. Sugirió que Boitsov registrara los resultados como un 89 % a favor de la autonomía. Los separatistas se apresuraron a calificar grabación como falsa. Sin embargo, el 89 % mencionado en la llamada telefónica coincide exactamente con el resultado del referéndum, que tuvo lugar el 11 de mayo de 2014, es decir, varios días después de que se publicara la grabación.
Un contra referéndum realizado por el gobierno ucraniano en las zonas del Dombás que controlaba mostró cómo alrededor del 90% de los encuestados prefería permanecer en Ucrania.
El periódico suizo Tages-Anzeiger informó que los votantes podían votar tantas veces como quisieran. Funcionarios del Ministerio de Asuntos Internos calificaron la votación de farsa y dijeron que poco más del 32 % de los votantes registrados en la óblast de Donetsk participaron en la votación.
Según Andréi Buzin, copresidente de la Asociación GOLOS, hubo irregularidades significativas en la organización y realización del referéndum.
Una encuesta de 2019 realizada en las zonas del Dombás de ocupación separatista mostró que alrededor del 55% de los ciudadanos deseaban regresar a Ucrania.
El referéndum comenzó temprano el 10 de mayo en Mariúpol, por la posibilidad de que las fuerzas de seguridad ucranianas regresaran tras los incidentes del 9 de mayo. Otras localidades también reportaron la votación anticipada en algunas áreas.
En la ciudad de Krasnoarmiisk un comando de la Guardia nacional de Ucrania detuvo la votación en un colegio electoral y disparó ráfagas de fusil contra los ciudadanos desarmados, matando a uno de ellos; los vecinos acudieron de forma masiva al puesto de votación para defenderlo. El presidente de la Comisión Electoral dijo que no podía establecer comunicación con dos puntos electorales en la ciudad de Krasni Limán, donde se reportaban combates entre activistas y militares ucranianos. Serguéi Pashinski, jefe interino de la administración del presidente de Ucrania, declaró que el operativo policial en las ciudades de Sloviansk, Krasni Limán y Kramatorsk y en sus alrededores se encuentra en «su fase final». Por seguridad, los colegios electorales en Mariúpol fueron cerrados temprano. El pueblo de Andríivka, localizado en las cercanías de Sloviansk sufrió ataques de artillería del ejército ucraniano tanto antes como después de la votación, fueron destruidas algunas edificaciones y coches.
Durante el desarrollo de los comicios ocurrieron combates entre militares ucranianos y activistas en Novoaidar a 60 kilómetros de Lugansk y en Baránikivka.

### Formación
El Partido Nueva Rusia (PNR), fundado el 13 de mayo de 2014 en Donetsk, declaró en su I Congreso del 22 de mayo la formación de un nuevo Estado autodeclarado llamado Nueva Rusia, inspirado en la región histórica homónima. Pocos días antes, el 16 de mayo el ciudadano ruso Aleksandr Borodái se autoproclamó primer ministro de Donetsk. Asistieron al primer congreso del PNR desertores de las fuerzas ucranianas de la República Popular de Donetsk (RPD), la milicia de Donbás así como también el autoproclamado líder de la república de Donetsk, Pável Gúbarev, el líder del partido Eurasia Aleksandr Duguin, al que se ha prohibido la entrada en diversos países, y Valeri Korovin.
El nuevo estado confederal tendría por ciudad capital Donetsk y nacionalizaría las industrias de mayor importancia. Según declaraciones de Gúbarev, el reciente estado incluiría las principales localidades que todavía no estában bajo el control de los separatistas: Járkov, Jersón, Dnipropetrovsk, Mykoláyiv, Odesa y Zaporiyia. El 26 de mayo, Borodái y el primer ministro de Lugansk Alekséi Kariakin firmaron un documento en el que acordaron la creación del estado confederado. Viacheslav Ponomariov, también ruso y autoproclamado alcalde de Slaviansk, fue detenido el 9 de junio por las nuevas autoridades.

### Fin del proyecto
El proyecto de Nueva Rusia resultó efímero, llegando a su fin el 20 de mayo de 2015, después de que quedó claro que carecía de apoyo popular. Sin embargo este episodio mostró la importancia de las ideas históricas y filosóficas para la guerra híbrida librada por Rusia.

## Posible resurgimiento
Con la anexión por parte de Rusia de las regiones Ucranianas de Donetsk, Kherson, Zaporizhzhya y Luhansk, se ha sugerido reconstituir la confederación, además de querer extenderla a las "inevitables" Odesa, Nicolaiev y Járkov, cuando estos sean conquistados por Rusia.

## Gobierno y política

Mapa de la confederación, incluyendo zonas desmilitarizadas acordadas en el Protocolo de Minsk.

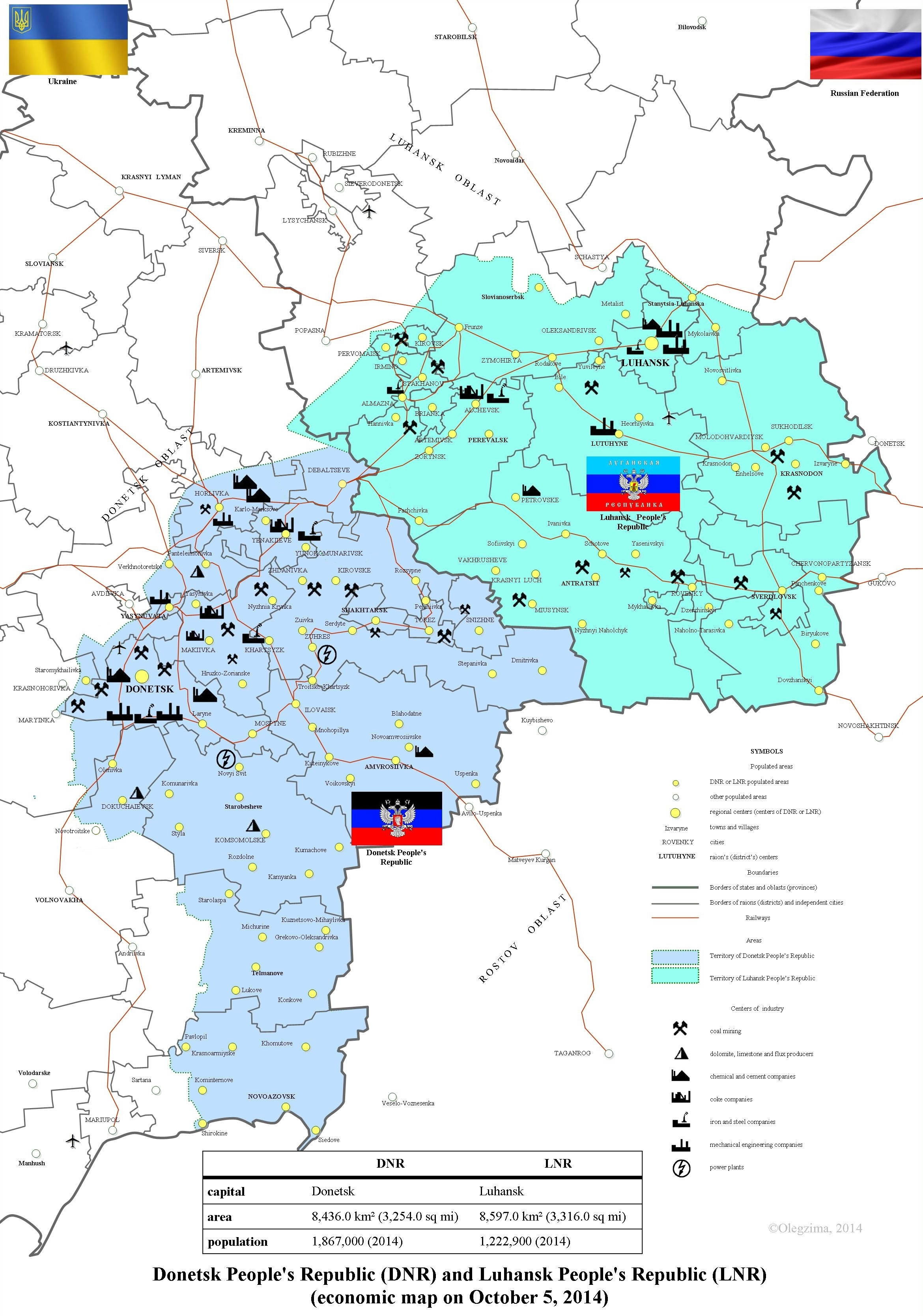
Mapa económico de las repúblicas populares de Donetsk y Lugansk a octubre de 2014.

La estructura del gobierno y el programa político del nuevo Estado se detallan en el programa oficial del Partido de la Nueva Rusia, proclamada en Donetsk y publicado en línea el 23 de mayo de 2014.
La autoridad legislativa suprema corresponde a la "Consejería Popular" (del ruso: Народный совет ‘Narodniy Soviet’), término equivalente a los Soviets de la Cámara de Representantes de la antigua URSS. Los representantes pueden ser escogidos como portavoces mediante elecciones.
La Cámara Alta de Nueva Rusia es el gabinete formado por el presidente después de la aprobación de los consejeros.

### Reconocimiento internacional
El 20 de junio de 2014, un portavoz del Consejo Supremo de la República Popular de Donetsk informó que basándose en el principio de autodeterminación de los pueblos, la República dirigió una carta a la ONU para que dicho organismo reconozca su independencia. Cartas similares fueron enviadas a los parlamentos de Serbia y Osetia del Sur. La República Popular de Lugansk ya se había dirigido a la ONU el 19 de mayo con la misma petición.
El 17 de junio, Osetia del Sur reconoció la independencia de Donetsk y Lugansk, sin embargo, el resto de las naciones del mundo no han respondido al reconocimiento de Nueva Rusia como un Estado independiente.

## Fuerzas Armadas
Las fuerzas armadas de Novorossia estaban compuestas por la Milicia Popular de Defensa, formada tanto por militares como por voluntarios. El Consejo Popular se reservó el derecho a desplegar a los reservistas en caso de que su soberanía se viese afectada. Todos los oficiales debían jurar lealtad a la población de la confederación, en caso contrario serían «sancionados» por desobediencia.

## Extensión territorial
Solo las no reconocidas República Popular de Donetsk y la República Popular de Lugansk se habían puesto de acuerdo para participar en el proceso de unificación. Sin embargo, según Pável Gúbarev, la medida definitiva prevista del Estado debía abarcar no solo las regiones de Donetsk y Lugansk, sino también a los presentes óblasts ucranianos de Járkov, Jersón, Odesa, Mykoláiv, Zaporiyia y Dnipropetrovsk.
Se estima la población en más 3.700.000 habitantes (50 % de la población de los dos Óblast) con una mayoría de rusos étnicos y rusófonos superior al 93 %.

## Economía
La tierra, el subsuelo, el agua, la flora y la fauna, así como los principales activos industriales y financieras creadas por «el trabajo de las personas» eran de propiedad pública, y no podían ser de propiedad privada. Los principales centros industriales y financieros pasarían a ser controlados por el Estado. La remuneración de cada persona sería acorde con su contribución en la vida laboral.

## Cultura

### Idioma
La lengua oficial del Estado era el idioma ruso, y el uso de otros idiomas era libre para el propósito de la comunicación. El ruso es la lengua materna del 93 % de la población residente en los territorios de ambas repúblicas.

### Religión
Se reconocía las tres religiones tradicionales y más importantes de la región: cristianismo ortodoxo, islam suní y rodismo. El estado permitía la libertad de culto, excepto en los casos en que considerase que se podría «destruir la estructura de la sociedad y la armonía social.»